# San Paolo Cervo
San Paolo Cervo – miejscowość i gmina we Włoszech, w regionie Piemont, w prowincji Biella.
Według danych na styczeń 2009 gminę zamieszkiwało 147 osób przy gęstości zaludnienia 17,5 os./1 km².
1 stycznia 2016 gmina przestała istnieć.